# Чотирнадцять пунктів Вільсона

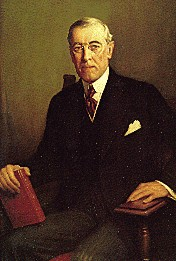
Вудро Вільсон

Чотирнадцять пунктів Вільсона (англ. Wilson's Fourteen Points або просто Fourteen Points) — концепція президента Сполучених Штатів Вудро Вільсона, в якій він окреслив своє бачення міжнародного устрою після Першої світової війни. Озвучені в промові Вілсона перед Конгресом 8 січня 1918 року.
Основними ідеями програми президента була відмова від таємної дипломатії, поширення рівності торгівлі, повернення Франції Ельзасу-Лотарингії (анексія якої Німеччиною внаслідок франко-прусської війни 1870—1871 була предметом міжнародної нестабільності протягом десятиліть і однією з причин Першої світової війни), звільнення окупованих Німеччиною країн, надання незалежності Польщі, створення об'єднання націй — Ліги Націй (куди, втім, США не увійшли через протидію республіканців у Конгресі).

## Передісторія
США вступили у Першу світову війну після майже трьох років нейтралітету, 6 квітня 1917 року. Двома основними поштовхами до цього була необмежена підводна війна (потоплення цивільних пасажирських і торгових суден без попередження) з боку Німеччини і телеграма Циммермана, у якій йшлося про спроби Німеччини переконати Мексику виступити у війні на її боці, проти США.
Вступ Сполучених Штатів у війну був особливо важливим для держав Антанти через дві революції в Росії, після першої з яких російська армія значно послабилася, а після другої більшовики, які щойно захопили владу, оголосили про вихід з війни. Це принесло Центральним державам значну перевагу, яку, на думку істориків, нівелювали США. У 1918 році в Європі сумарно воювали до двох мільйонів американських солдатів, щодня прибувало 10 тисяч поповнення. Війська США зіграли значну роль у відбитті весняного наступу німців та реалізації Стоденного наступу Антанти.
Участь Сполучених Штатів у Першій світовій війні позитивно вплинула на темпи розвитку економіки країни і значно підвищила їх вплив на міжнародній арені.
Чотирнадцять пунктів Вільсона вважаються його відповіддю на видання більшовиками в Росії Декрету про мир і підписання сепаратного Берестейський мир (3 березня 1918)Брестського мирного договору з Центральними державами.

## Зміст
1. Скасування таємних міжнародних угод, мирні договори та їх обговорення мають бути відкритими, а дипломатія завжди буде діяти відверто на очах у всіх.
2. Гарантування вільного і безпечного мореплавства поза територіальними водами, крім випадків, визначених міжнародним законодавством.
3. Усунення економічних бар'єрів і встановлення рівних умов для торгівлі.
4. Справедливі гарантії того, що національні озброєння будуть скорочені до граничного мінімуму, сумісного з державною безпекою.
5. Абсолютно неупереджене вирішення всіх колоніальних суперечок, засноване на суворому дотриманні принципу, що при вирішенні всіх питань, що стосуються суверенітету, інтереси населення повинні мати однакову вагу в порівнянні із справедливими вимогами того уряду, права якого мають бути визначені.
6. Звільнення всіх російських територій і таке розв'язання питань, в яких зацікавлена Росія, яке гарантує їй найбільш повне й вільне сприяння з боку інших націй у справі отримання повної і безперешкодної можливості ухвалити незалежне рішення щодо її власного політичного розвитку та її національної політики та забезпечення їй привітного прийому до співтовариства вільних націй при тому образі правління, який вона сама для себе обере. І більше, ніж прийом, також і всіляку підтримку у всьому, в чому вона потребує і чого вона сама собі бажає. Ставлення до Росії з боку націй, її сестер, в майбутні місяці буде пробним каменем їхніх добрих почуттів, розуміння ними її потреб та вміння відокремити їх від своїх власних інтересів, а також показником їхньої мудрості і безкорисливості їхніх симпатій.
7. Бельгія повинна бути звільнена і відновлена, без спроби обмежити суверенітет, яким вона користується нарівні з усіма іншими вільними націями. Ніяке інше діяння не може більш, ніж це, послужити до відновлення між народами довіри до тих законів, які вони самі встановили і визначали як керівництво для своїх взаємних зносин. Без цього цілющого акту вся побудова і дія(структура) міжнародного права буде назавжди втраченою.
8. Вся французька територія повинна бути звільнена, окуповані частини повернуті, а зло, нанесене Франції Пруссією в 1871 у в відношенні Ельзас-Лотарингії, яке порушувало загальний мир майже 50 років, має бути виправлено, щоб мирні відносини могли знову бути встановлені в інтересах усіх зацікавлених сторін.
9. Виправлення кордонів Італії має бути зроблено на основі ясно помітних національних кордонів.
10. Повинно бути створено незалежну Польську державу, яка повинна включати в себе всі території з незаперечно польським населенням, якому повинен бути забезпечений вільний і надійний доступ до моря, а політична і економічна незалежність, так само як і територіальна цілісність, повинні бути гарантовані міжнародним договором.
11. Турецькі частини Османської імперії, в сучасному її складі, повинні отримати забезпечений і міцний суверенітет, але інші національності, що нині знаходяться під владою турків, повинні отримати недвозначну гарантію існування і абсолютно непорушні умови автономного розвитку. Дарданелли повинні бути постійно відкриті для вільного проходу суден і торгівлі всіх націй під міжнародними гарантіями.
12. Румунія, Сербія і Чорногорія повинні бути звільнені. Зайняті території повинні бути повернені Сербії. Повинен бути наданий вільний і надійний доступ до моря. Взаємовідносини різних балканських держав повинні бути визначені дружнім шляхом, відповідно до історично встановлених принципів приналежності та національності. Повинні бути встановлені міжнародні гарантії політичної і економічної незалежності і територіальної цілості різних балканських держав.
13. Повинно бути утворено загальне об'єднання націй на основі особливих статутів, з метою створення взаємної гарантії політичної незалежності і територіальної цілості як великих, так і малих держав.
14. Народи Австро-Угорщини, місце яких у Лізі Націй ми хочемо бачити захищеним і забезпеченим, повинні отримати найширшу можливість автономного розвитку.[3]

### Класифікація
Зміст Чотирнадцяти пунктів можна поділити на чіткі вимоги (конкретні сценарії територіального устрою країн і регіонів: Франції, Балкан, Польщі, Австро-Угорщини, Росії, Бельгії та Туреччини) і загальні побажання (відкриті договори, відмова від торговельних бар'єрів тощо).

## Сприйняття і результати
Оскільки Чотирнадцять пунктів були виголошені без узгодження з європейськими союзниками, лідери ключових держав (прем'єр-міністри Франції Жорж Клемансо, Великої Британії Девід Ллойд Джордж й Італії Віктор Орландо) спочатку досить скептично сприйняли їх.
Чотирнадцять пунктів були ключовою програмою дій американської делегації на Паризькій мирній конференції, вони лягли в основу Версальського мирного договору з Німеччиною. За свої миротворчі зусилля Вільсон був у 1919 році нагороджений Нобелівською премією миру.
Виступ було зроблено без попереднього узгодження чи консультацій з союзниками Вільсона в Європі. Клемансо, дізнавшись про Чотирнадцять пунктів, саркастично заявив: «Господь Бог дав лише десять!» Після виступу полковник Едуард Хауз працював, щоб забезпечити прийняття Чотирнадцяти пунктів лідерами Антанти. Як єдина публічна заява щодо повоєнного облаштування світу, вона стала основою для умов капітуляції Німеччини в кінці Першої світової війни. Коли 1 жовтня охоплений панікою Людендорф зажадав, щоб німецький уряд негайно звернувся до союзників з проханням про перемир'я, принц Макс Баденський звернувся до президента Вільсона, посилаючись на ці чотирнадцять пунктів. Вільсон вхопився за цей зручний випадок, щоб особисто вести переговори в цій першій і найбільш важливій їх фазі. Він використовував всі переваги свого становища як по відношенню до неприятеля, так і по відношенню до союзників і таким чином взяв на себе і виконання всієї задачі, і всю відповідальність. Він відмовився передати союзникам прохання зневіреного ворога, поки не переконається в їх щирості. З німцями він тримався надзвичайно строго і майстерно користувався зброєю зволікань. Він заявив, що ні про яке перемир'я не може бути мови, якщо «не буде виданий абсолютно задовільних гарантій того, що буде збережено військову перевагу армії Сполучених Штатів та їхніх союзників». Умови перемир'я повинні були бути вироблені командувачами союзних армій. Про світ годі й говорити, поки Німеччина не позбудеться всякої можливості відновити військові дії. Німці повинні здатися беззахисними і беззбройними на милість своїх переможців. Протягом того місяця, поки тривали ці переговори, по всьому фронту йшла безперервна гігантська битва. Армії Сполучених Штатів втратили понад 100 тис. чоловік убитими і пораненими, а французькі, британські та італійські армії близько 380 тис. чоловік. Союзні армії просувалися безперервно. Під подвійним тиском війни і надій на укладення миру німецький опір завалився. В кінці місяця німцям довелося впасти ниць перед президентом.
Вільсон вів ці переговори так енергійно і вміло, що Франція і Велика Британія, спершу були приголомшені його самовпевненістю, а потім надали йому можливість вести переговори і надалі. Навіть найзапекліші вороги німців не могли б знайти ніяких недоліків в його військовій грі. Таким чином, на останніх стадіях війни він говорив не тільки від імені США, але і від імені союзників. Він проголосив найвищі моральні принципи і водночас уклав важку для ворога угоду.Коли стало ясно, що центральні держави фактично розпадалися і в розпачі хапалися за чотирнадцять пунктів, ці пропозиції раптово набули величезного практичного значення. До кінця жовтня стало необхідним точно з'ясувати, що означали чотирнадцять пунктів для союзників і ворогів. Якби німці, замість того щоб просити про перемир'я, почали мирні переговори і в той же час продовжували війну, то сенс, який вони і союзники надавали кожному з чотирнадцяти пунктів, був би виражений в точній і конкретній формі. Але їх крах був настільки стрімкий, що вони могли просити тільки про перемир'я, а за той час, поки велися переговори, вони дійшли до повного виснаження і зрештою пішли на умови, не залишали їм жодних засобів захисту. Цей хід подій набагато перевершив найпалкіші очікування союзників. Переможці єдиними диктували значення, якого треба було надати чотирнадцяти пунктам, тим часом як переможені природно намагалися витлумачити їх у найбільш шляхетному і м'якому сенсі.
З ініціативи завбачливого полковника Хауза американський дипломат у Парижі розробив коментар до чотирнадцяти пунктів, схвалений президентом. Цей коментар нині опублікований полковником Хаузом. Це був надзвичайно зручний документ, яким можна було користуватися при всіх випадках.
Так наприклад пункт III говорив про «можливе усунення всіх економічних бар'єрів і встановлення однакових умов торгівлі для всіх націй». Американський коментар мудро роз'яснював, що цим не малося на увазі знищити мита, або спеціальні залізничні фрахти, або обмеження користування портами, оскільки заходи ці однаковою мірою застосовувалися по відношенню до всіх. Щодо пункту IV: «необхідно дати і отримати відповідні гарантії того, що національні озброєння будуть скорочені до максимальної межі, сумісного з внутрішньою безпекою країни», коментар роз'яснював, що «внутрішня безпека країни» позначала не тільки внутрішню безпеку в поліцейському сенсі, а й охорону території від іноземного вторгнення. Пункт V наказував «вільне, щире і абсолютно неупереджене вирішення всіх колоніальних претензій, при строгому дотриманні того принципу, що при вирішенні всіх питань про суверенітет на інтереси тубільного населення звертатиметься таку ж увагу, як і на справедливі домагання того уряду, права якого мають бути встановлені». З цього приводу коментар говорив, що німецькі колонії не підлягають поверненню Німеччини, але що всяка держава повинна діяти в як «опікун тубільців» і виконувати свої адміністративні функції під наглядом Ліги націй. Пункт VI говорив про «евакуацію всієї російської території» і «надання їй повної і безперешкодної можливості самостійно встановити хід свого політичного розвитку та свою національну політику». При цьому коментар роз'яснював, що під «російською територією» аж ніяк не мається на увазі вся територія, яка належала до колишньої Російської імперії, і т. д.
29 жовтня відбулася нарада представників Франції, Великої Британія, Італії та США. Головними дійовими особами були Клемансо, Ллойд-Джордж, Бальфур, барон Сонніно і полковник Хауз. Обговорювалося питання про те, яку відповідь повинні були дати союзники на ноту президента Вільсона.
Ллойд-Джордж сказав, що в даному випадку малися два тісно пов'язані один з одним питання. По-перше, треба було визначити точні умови перемир'я. З цією умовою був тісно пов'язане і питання про умови миру. При уважному вивченні нот, якими обмінялися президент Вільсон і Німеччина, виявляється, що перемир'я укладається при припущенні, що умови миру будуть узгоджуватися з промовами Вільсона. Німці попросили перемир'я саме на цих умовах; тому, якщо не буде дано певного тлумачення в протилежному сенсі, союзники опиняться пов'язаними мирними умовами, які поставив президент Вільсон. Отже, перш за все слід з'ясувати, чи прийнятні ці умови. Потім Ллойд-Джордж прямо запитав полковника Хауза, чи розраховує німецький уряд, що мир буде укладено на основі чотирнадцяти пунктів і інших промов президента Вільсона? Полковник Хауз відповів ствердно. Ллойд-Джордж сказав, що якщо союзники не з'ясують своєї позиції, то, погоджуючись на перемир'я, вони будуть пов'язані зазначеними вище умовами.
Клемансо запитав, чи радився президент Вільсон з британським урядом щодо поставлених ним умов? Думки Франції не запитували. А оскільки з ним не радилися, то він не бачить жодних підстав вважати себе зв'язаним. На закінчення він запитав, чи вважає пов'язаним себе британський уряд? Ллойд-Джордж відповів, що британський уряд ще не вважає себе зв'язаним, але якщо він дасть згоду на перемир'я, не зробивши відповідних застережень, то звичайно, доведеться вважати його зв'язаним умовами президента Вільсона. Бальфур підтвердив його слова. Тоді Клемансо заявив: «Я бажаю вислухати чотирнадцять пунктів».
Пункт щодо так званої «свободи морів» природно викликав тривогу серед британських делегатів.
Ллойд-Джордж сказав, що цей пункт він не може прийняти ні за яких умов. Якби він був в силі під час справжньої війни, то союзники не мали б жодної можливості здійснити блокаду. Розгрому Німеччини блокада сприяла майже в такій же мірі, як і військові операції. Він, Ллойд-Джордж, воліє, щоб Ліга націй була остаточно заснована до того, як буде обговорюватися пункт II. Але навіть після утворення Ліги націй він вважає можливим тільки почати переговори про це. Це питання він не має наміру обговорювати з Німеччиною. Клемансо і Сонніно погодилися з Ллойд-Джорджем.
Тоді полковник Хауз заявив, що в результаті цього обміну думок доведеться цілком відмовитися від усього того, до чого привели переговори США з Німеччиною та Австрією. Президенту не залишається нічого іншого, як сказати ворогові, що його умови відкинуті союзниками. В цьому випадку Америці доведеться, мабуть, обговорити ці питання безпосередньо з Німеччиною та Австрією.
Клемансо запитав полковника Хауза, чи означає це, що буде укладений сепаратний мир між Сполученими Штатами і ворогом? Полковник Хауз сказав, що справа може скінчитися цим. Все залежить від того, чи зможе або не зможе Америка погодитися на умови, виставлені Францією, Великою Британією та Італією.
Така позиція покладала надзвичайно велику відповідальність на Сполучені Штати. Армії все ще продовжували битися. Навіть цього місяця, коли американці пустили в бій усі свої сили, на одного вбитого американця припадало чотири убитих солдата британських, французьких та італійських армій. В європейській війні США ризикували незрівнянно меншим, ніж європейські держави, а проте ці перші погрожували, що якщо Велика Британія, Франція та Італія не погодяться цілком прийняти чотирнадцять пунктів, то США відмовляться продовжувати кампанію, укладуть сепаратний мир з Німеччиною і Австрією, внесуть повний хаос в загальну обстановку і приречуть весь світ ще на другий рік війни. Ллойд-Джордж, діючи в інтересах своєї країни не поступився нічим і цим показав свої державні здібності.
Прем'єр-міністр відповів, що британський уряд не може погодитися на пункт II. «Якщо Сполучені Штати зважаться на сепаратний мир, ми глибоко пошкодуємо про це, але проте будемо продовжувати війну». (Клемансо вставляє: «Так».) "Ми не можемо відмовитися від тієї єдиної сили, яка дала нам можливість перевезти американські війська в Європу. За це ми готові боротися і від цього ми не відмовимося. Велика Британія, по суті, не військова нація, і головна її захист — флот. Жодна людина в Англії не погодився б на відмову від користування цим флотом. Крім того, ми ніколи не користувалися нашим морським могутністю на шкоду іншим. Промова президента Вільсона стосувалася лише свободи морів і нічого не говорила щодо репарацій за зловмисне руйнування власності в Бельгії та Франції та за потоплення суден. В інших відносинах ми не заперечуємо проти чотирнадцяти пунктів президента. На мою думку, президенту слід відповісти в тому сенсі, що в чотирнадцять пунктів потрібно включити питання про репарації; питання про репарації, як ми вважаємо, сутнісно вже включений в промові президента, але ми бажаємо, щоб пункт був абсолютно з'ясований. Ми не можемо прийняти того тлумачення, яке, як ми знаємо, Німеччина надає пункту щодо свободи морів.
Полковник Хауз погодився, що союзні уряди повинні порадитися і пред'явити свої заперечення проти умов президента Вільсона. Дещо пізніше, після оголошення інших пунктів, він сказав, що умови президента викладені в дуже широких виразах. Так, наприклад, президент не говорив точно, що Ельзас-Лотарингія повинна бути повернута Франції, але він безсумнівно мав це на увазі. Клемансо сказав, що німці звичайно не так тлумачили цей пункт. Полковник Хауз, продовжуючи свою промову, заявив що президент висловлювався саме в цьому сенсі і в інших випадках. Президент наполягає, щоб Німеччина погодилася з умовами, викладеними у всіх його промовах, а з цих промов можна вичитати проти Німеччини майже все, що хочете. Репарації на користь Бельгії та Франції безсумнівно передбачені в пунктах VII і VIII, де говориться, що ці країни повинні бути евакуйовані і «відновлені». Той же самий принцип слід застосувати до незаконного потоплення суден воюючих і нейтральних країн.
Після цього було вирішено точно сформулювати застереження союзників.
Напружений настрій тривало майже цілий тиждень. Президент Вільсон забезпечив полковника Хауза ультиматумом, який Хауз вирішив тримати про запас.
Тим часом був приготований британський проект застережень.
   «Уряд  ретельно розглянув листування між президентом Сполучених Штатів та німецьким урядом. Залишаючи за собою право на вміщувані нижче застереження, вони заявляють про свою готовність укласти мир з німецьким урядом на умовах, викладених в президентському посланні Конгресу від 8 січня 1918, і згідно принципам, виставленим в його наступних промовах. Але вони повинні зазначити, що пункт II, що стосується так званої свободи морів, може по-різному тлумачитися, з деякими тлумаченнями вони не можуть погодитися. Тому вони залишають за собою повну свободу дій в цьому питанні на мирній конференції ». 
   «Далі, в умовах миру, викладених в його посланні Конгресу від 8 січня 1918, президент заявляє, що зазнали ворожого вторгнення території повинні бути не тільки евакуйовані і звільнені, а й відновлені. Уряд вважає, що сенс цієї статті повинен бути з'ясований з повною переконливістю. Він вважає, що Німеччина повинна компенсувати всі збитки, заподіяні цивільному населенню союзних країн і їх могутності німецькими сухопутними, морськими і повітряними силами ». 
Італійці пред'явили інші застереження, але їм було роз'яснено, що нині ведуться переговори виключно відносно Німеччини і не стосуються Австро-Угорщини. Клемансо прийняв британський проект, який і став основним документом для всіх подальших нарад.
Коли це питання було з'ясовано, президент Вільсон 5 листопада відправив німцям меморандум союзників, в якому чотирнадцять пунктів приймалися з відомими застереженнями як основа для мирних переговорів. Меморандум повідомляв, що умови перемир'я будуть отримані від маршала Фоша. Тому німці мали право стверджувати, що вони здалися і роззброїлися на умовах, викладених в чотирнадцяти пунктах президента Вільсона та інших його промовах, оскільки пункти ці були видозмінені формальними застереженнями союзників. Але німці не отримали права по-своєму тлумачити цей документ і не могли наполягати на такому праві. Тому переможці могли інтерпретувати чотирнадцять пунктів вельми широко, що і привело згодом до непорозумінь і взаємних докорів.
Різкі суперечки, що відбувалися на нарадах союзників, туманність багатьох з чотирнадцяти пунктів і тих президентських промов, які пояснювали їх, не кажучи вже про коментарі, робили необхідним якнайшвидше вироблення більш точного документу. Але протягом кількох тижнів нічого не можна було зробити. Бійню довелося призупинити. Потрібно було будь-що-будь якнайскоріше укласти мир. Питання підписання мирної угоди було розглянуто на Паризькій мирній конференції 1919—1920 рр.

## Суперечності

### Німеччина
Текст Чотирнадцяти пунктів був широко поширений в Німеччині як пропаганда до кінця війни, і був добре відомий німцям. Відмінності між цим документом і остаточним результатом Версальського договору викликали великий гнів у Німеччині. Німецьке обурення з приводу репарацій розглядається як фактор, який сприяє зростанню націонал-соціалізму у Німеччині.

### Україна
На той час українські делегації не дістали жодної підтримки з боку Франції та Великої Британії. Хоча було досягнуто певних домовленостей, але жодна з держав не надала жодної фактичної підтримки, оскільки загалом їх зацікавлення полягали у відновленні Польщі та єдиної антибільшовицької Росії. Таким чином, українські делегати Арнольд Марголін і Теофіл Окуневський покладали великі надії на американську місію, але врешті-решт виявили її ще більш категоричною, ніж французька та британська:
|                                                                                | Ця зустріч, яка відбулася 30 червня, справила надзвичайне враження як на мене, так і на Окуневського. Ленсінг продемонстрував повне незнання ситуації та сліпу віру в Колчака та Денікіна. Він категорично наполягав на тому, щоб український уряд визнав Колчака верховним правителем і лідером усіх антибільшовицьких армій. Коли мова зайшла про принципи Вільсона, застосування яких було зумовлене стосовно народів колишньої Австро-Угорської монархії, Лансінг сказав, що він знає лише про єдиний російський народ і що єдиним способом відновлення Росії є федерація за зразком на США. Коли я спробував довести йому, що приклад США свідчить про необхідність попереднього існування окремих штатів як суб'єктів для будь-яких можливих домовленостей між ними в майбутньому, він ухилився від відповіді і знову почав вперто закликати нас визнати Колчака. [...] Ось як насправді ці принципи були реалізовані. США підтримали Колчака, Англія — Денінікіна та Юденича, Франція — Галлера ... Тільки Петлюра залишився без жодної підтримки. |
| — Арнольд Марголін. Україна та політика Антанти (Записки єврея та громадянина) | |

## Нобелівська премія
1919 Вільсон був удостоєний Нобелівської премії миру за його миротворчі зусилля. Він також надихнув бездержавні нації на рух за незалежність (наприклад 1 березня у Кореї)